# Schloss Hoyerswerda

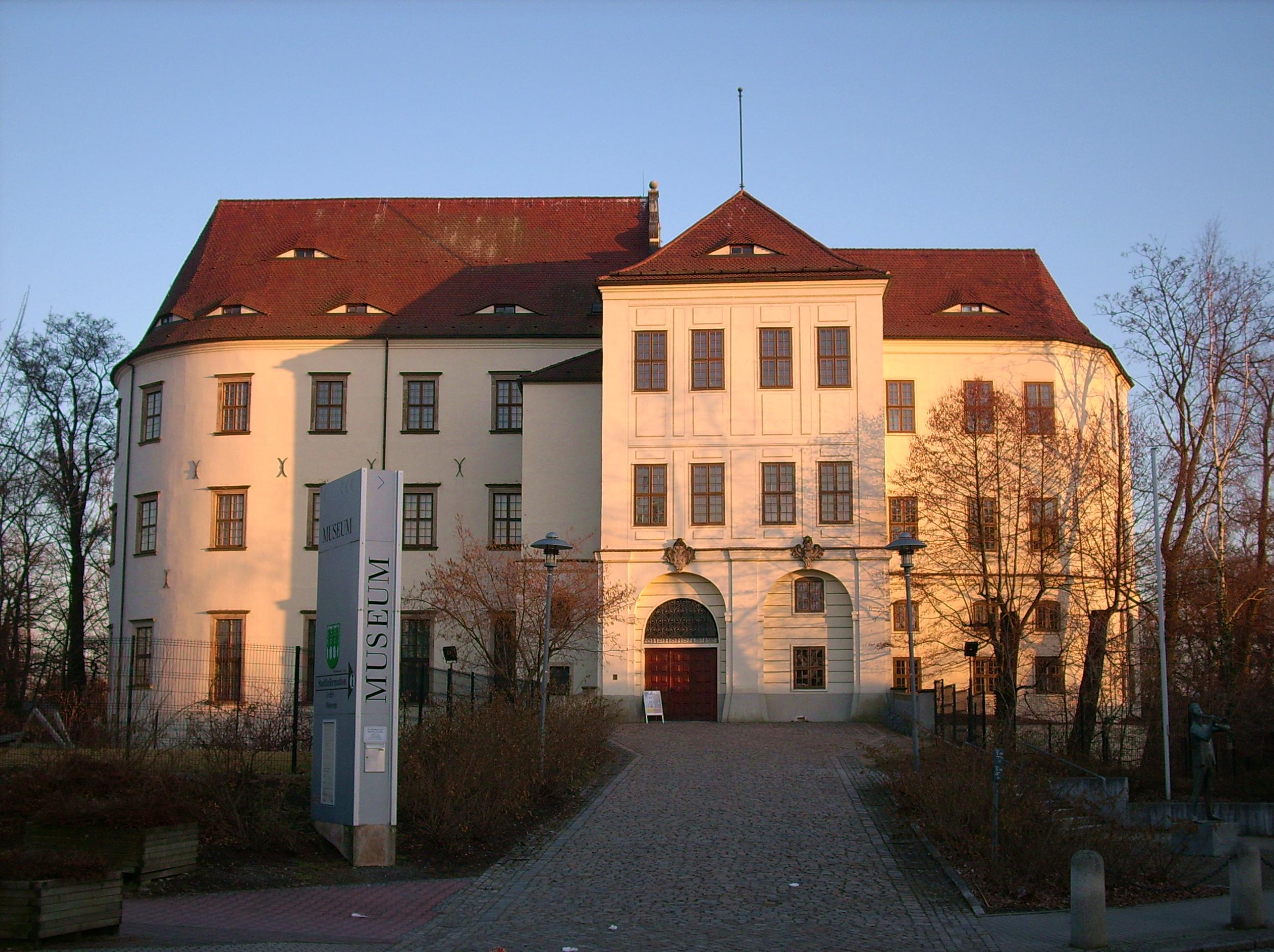
Frontansicht von 2012

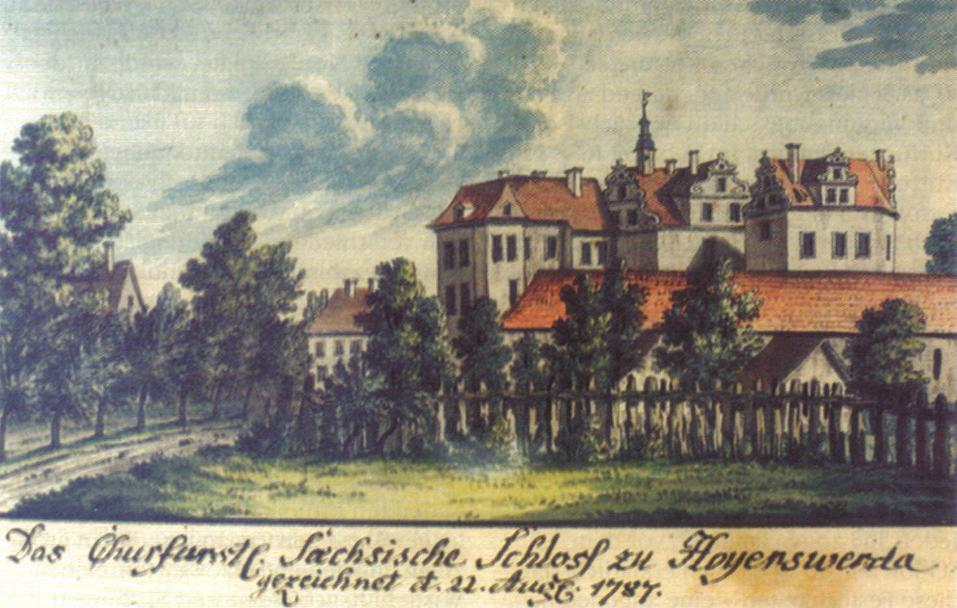
Südwestansicht von 1787 nach Johann Gottfried Schultz

Das Schloss Hoyerswerda befindet sich auf einer Anhöhe im Zentrum der Hoyerswerdaer Altstadt im sächsischen Landkreis Bautzen. Die ursprüngliche Wasserburg aus dem 13. Jahrhundert wurde mehrfach zerstört und umgebaut. Unter Seyfried von Promnitz ging aus ihr Ende des 16. Jahrhunderts ein Renaissance-Schloss hervor, das Ursula Katharina von Teschen in der ersten Hälfte des 18. Jahrhunderts mit barocken Bauelementen ausstatten ließ. Seit den 1950er Jahren wird das älteste Gebäude Hoyerswerdas vor allem als Stadtmuseum genutzt. Direkt neben dem Schloss, das von einem Wassergraben umgeben ist und ursprünglich zwischen zwei Flussarmen der Schwarzen Elster errichtet wurde, liegt der Zoo Hoyerswerda.

## Geschichte und Nutzung
Im Rahmen der feudalen Ostexpansion wurde bereits Mitte des 13. Jahrhunderts an der Stelle des heutigen Schlosses eine frühdeutsche Wasserburg errichtet. Erster und zugleich bekanntester Burgherr war Hoyer von Vredeberg, der 1272 als Besitzer urkundlich erwähnt wird. Im Jahr 1371 wurde der Herrschaft Hoyerswerda von Kaiser Karl IV. das Marktrecht verliehen. Vom Kaiser wurde der Ort in der Folge an Thimo von Colditz verpfändet. Etwa zehn Jahre später befand sich die Burg im Besitz des kaiserlichen Kammermeisters Benesch von der Duba, der 1369 zum Landvogt der Oberlausitz ernannt worden war. Ab Mitte des 14. Jahrhunderts, als die thüringischen Grafen von Schwarzburg die Herrschaft Hoyerswerda besaßen, war die Burg als Grenzfeste zwischen Böhmen und Brandenburg Zufluchtsort und Waffenplatz für die Anhänger des böhmischen Königs. 1442 gelangten Burg und Herrschaft in den Besitz von Wilhelm I. von Schönburg auf der Neuschönburg in Böhmen. Ab 1461 war Friedrich von Schönburg Besitzer der Anlage. Nach mehreren Belagerungen im Zuge der Hussitenkriege wurde sie am 29. August 1468 von Landvogt Jaroslaw III. von Sternberg erobert und zerstört. Für mehrere Jahre in Trümmern liegend wurde die Burg 1483 unter Georg von Stein, dem neuen Landvogt der Oberlausitz, wiederaufgebaut.
Im Jahr 1567 (oder 1571) wurde Heinrich von Maltitz auf Brüx Eigentümer der Anlage. Von ihm erwarb Seyfried von Promnitz, Freiherr zu Pless auf Sorau, im Jahr 1582 das vermutlich aus Holz und Fachwerk bestehende Bauwerk. Aus Unachtsamkeit eines Malers bei der Arbeit mit offenem Licht brannte es 1589 komplett ab, worauf von Promnitz bis 1592 an seine Stelle ein dreigeschossiges Schloss im Renaissance-Stil erbauen ließ. Im 17. Jahrhundert befand sich das Schloss unter anderem im Besitz der Herren von Ponickau. Während des Dreißigjährigen Kriegs wurde es von den Schweden geplündert und in Brand gesteckt. 1651 erwarb schließlich der sächsische Kurfürst Johann Georg I. das herrschaftliche Gebäude. Daraufhin diente es zunehmend als Lustschloss der sächsischen Regenten. So wurde dort im Februar 1688 von Kurfürst Johann Georg III. und seinem Gefolge ein dreitägiges Hoffest gefeiert, für das einzig aus diesem Anlass Möbel aus Dresden nach Hoyerswerda geschafft wurden. Um Schulden zu tilgen, verkaufte August der Starke im Jahr 1700 die Herrschaft Hoyerswerda samt Schloss für dreieinhalb Tonnen Gold seinem Kanzler Wolf Dietrich von Beichlingen. Dieser fiel jedoch drei Jahre später in Ungnade und verlor sämtliche Besitzungen.

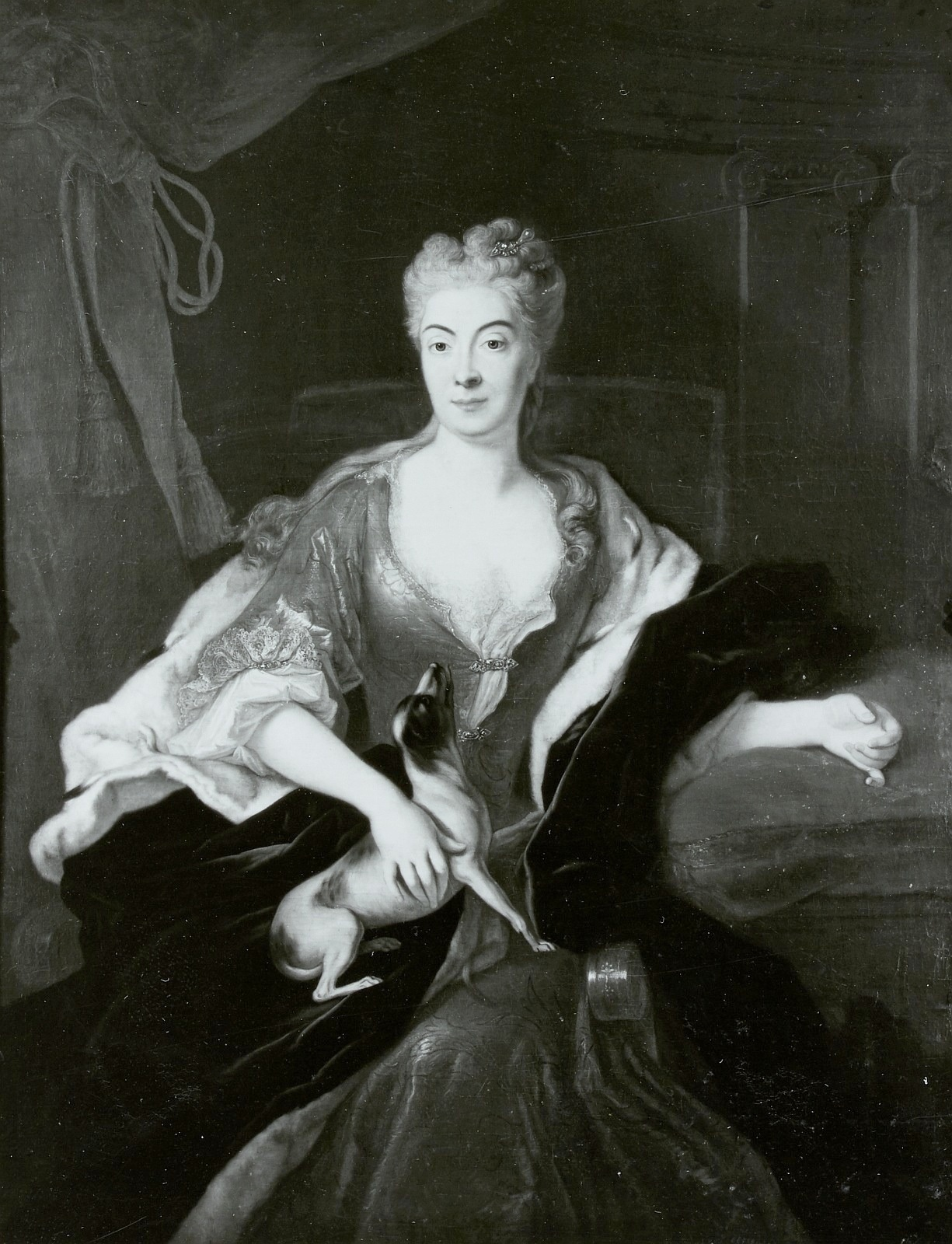
Ursula Katharina von Teschen um 1726

Im Jahr 1705 begann schließlich die 32-jährige Herrschaft der Reichsfürstin Ursula Katharina von Teschen, die als ehemalige Mätresse Augusts des Starken die Herrschaft Hoyerswerda als Pfand für 250.000 Reichstaler erhalten hatte. Einige Monate später wurde ihr das Gut als pfandfreies Eigentum zugesprochen. Nach ihrem Rückzug vom Dresdner Hof ließ die Teschen das Schloss Hoyerswerda als ihren Wohn- und Repräsentationssitz großzügig umbauen. Zudem wurde erstmals ein Schlossgarten mit Orangerie angelegt. 1737 wurde die Herrschaft Hoyerswerda samt Schloss von Kurfürst Friedrich August II., dem Sohn Augusts des Starken, zurückgekauft. Den Amtsmännern Theophilus Lessing dem Älteren und dem Jüngeren oblag daraufhin die Verwaltung. Das Schloss blieb jedoch zu dieser Zeit eher ungenutzt, da Friedrich August II. zumeist im Dresdner Residenzschloss oder auf den Landschlössern Moritzburg, Pillnitz oder Hubertusburg weilte. In der Folge wurden die zum Schloss gehörigen Mühlen und Vorwerke verpachtet. Um das Jahr 1781 wurde es auf Beschluss des Kurfürsten der Kommune übergeben und zum öffentlichen Gebäude umfunktioniert.
Am 21. Juli 1813 weilte Napoleon für einen Abend im Schloss. Nach dem Wiener Kongress im Jahr 1815 gelangte das Schloss Hoyerswerda in den Besitz Preußens und diente fortan als Verwaltungsgebäude, in dem die Königliche Kreisgerichtsdeputation, das Königliche Steueramt, die Finanzverwaltung, das Königliche Domänen-Rentamt und die Königliche Oberförsterei ihren Sitz erhielten. 1840 zog auch das Königliche Amtsgericht ein, worauf im Erdgeschoss des linken Schlossflügels das Stadtgefängnis eingerichtet wurde.
In Anlehnung an das Stadtwappen Hoyerswerdas wurden 1924 drei Pyramideneichen neben dem Schloss gepflanzt. Während des Zweiten Weltkriegs fungierte das Schloss als Luftschutzraum. Nach dem Krieg, den das Gebäude unversehrt überstand, wurden in den ehemals preußischen Amtszimmern die Verwaltungsorgane der sowjetischen Militäradministration untergebracht, während man Anhänger faschistischer Organisationen in den Gefängniszellen im Erdgeschoss einsperrte. Als durch die Verwaltungsreform von 1952 einige Räume leer standen, wurde auf Beschluss des Kreisrats ein Heimatmuseum im ersten Obergeschoss eingerichtet. Museumsleiter wurde Günter Peters, der die Sanierung des großen Schlosssaals im Erdgeschoss initiierte. Ab 1955 fanden dort viele Sonderausstellungen, Konzerte und Theateraufführungen statt. Bis Ende der 1950er Jahre wurde der Schlossgarten grundlegend umgestaltet. Daraus ging 1959, ebenfalls unter der Leitung von Günter Peters, der Zoo Hoyerswerda hervor.

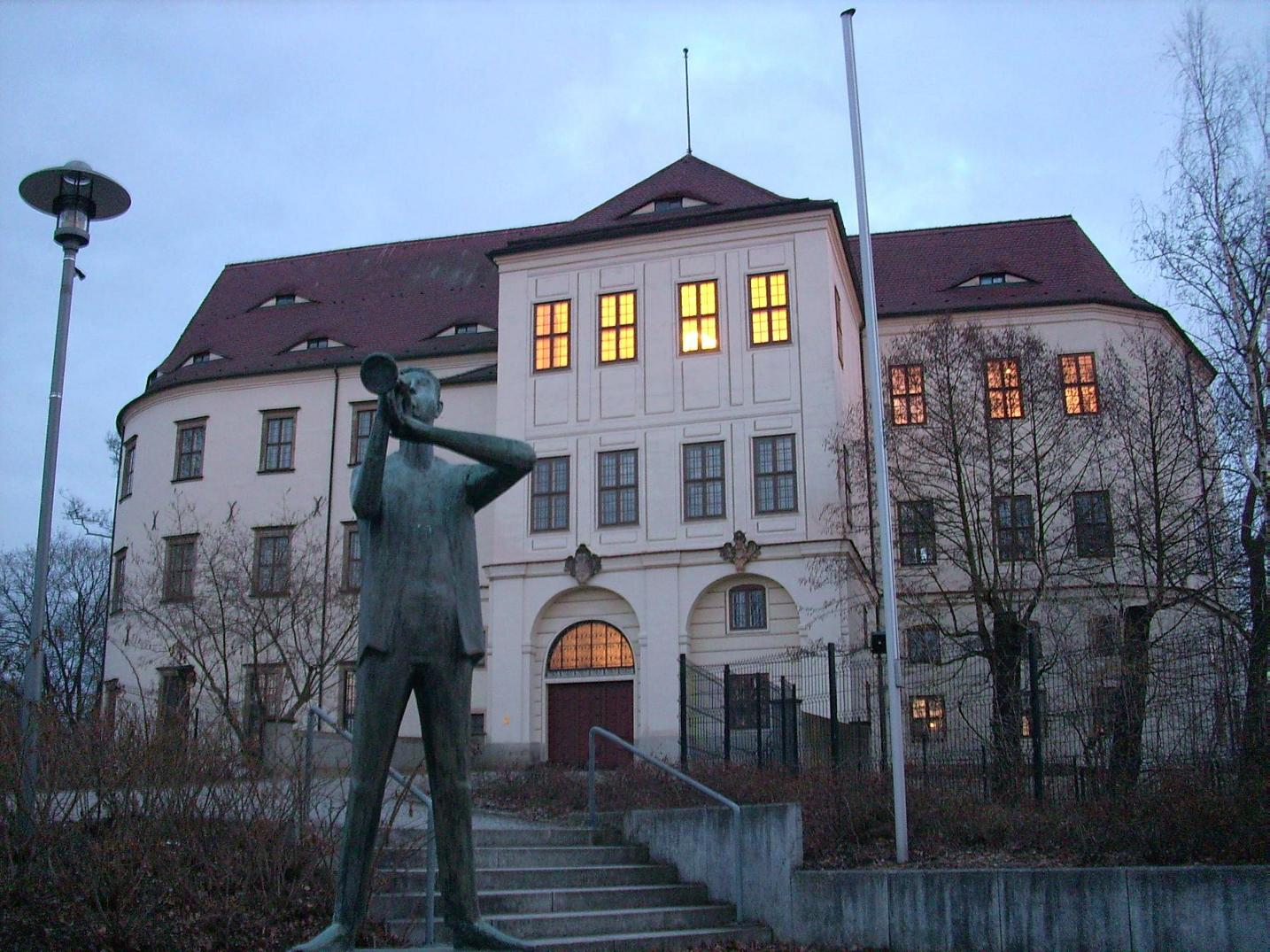
Jürgen von Woyskis Plastik „Der Trompeter“

Zu DDR-Zeiten befand sich im zweiten Obergeschoss das Kreisgericht und im Kellergeschoss ein Jugendclub, der sogenannte „Krabat-Keller“. Nach der Wiedervereinigung Deutschlands erfolgte von 1990 bis 1998 eine grundlegende Sanierung, die den Umzug des Kreisgerichts in ein anderes Gebäude notwendig machte. Später zog das Stadtarchiv in das denkmalgeschützte Schloss, das als ältestes Gebäude der Stadt auch weiterhin in erster Linie als Hoyerswerdaer Stadtmuseum dient. Neben der Stadtgeschichte beleuchtet die Dauerausstellung auch das Leben und künstlerische Wirken des Ehrenbürgers Jürgen von Woyski, dessen Bronzeplastik „Der Trompeter“ vor dem Schloss einen ehrenvollen Platz erhielt. Auch die Stadt- und Touristinformation befindet sich inzwischen im Schloss. Der Gewölbesaal im Erdgeschoss wird zudem für Sonderausstellungen und kulturelle Begegnungen genutzt, während das Kaminzimmer und der kleine Festsaal für Hochzeiten und andere Feierlichkeiten zur Verfügung stehen.

## Baugeschichte

### Vorgängerbau
Die ältesten noch vorhandenen Bauteile weisen darauf hin, dass bereits der mittelalterliche Vorgängerbau als Wasserburg ovalförmig angelegt wurde. Dieser Grundriss hat sich bis heute erhalten. Die äußeren Mauern der ursprünglichen Burg waren bis zu zwei Meter breit. Mauerreste im rechten Teil der Anlage legen nahe, dass sich dort einst ein Turm befand. Der Wassergraben war seinerzeit zwei bis drei Meter tief. Ein aus dem 13. Jahrhundert stammender Wasserspeier aus Sandstein lässt darauf schließen, dass seinerzeit der Zugang zum Schloss über eine Zugbrücke erfolgte. Innen war die Burg mit zwei Holzböden aus Spaltbohlen ausgestattet, womit die Erbauer versuchten, den Wasserandrang des Wallgrabens und des Grundwassers des ehemals sumpfigen Gebiets um Hoyerswerda zu vermindern. Im 14. Jahrhundert wurde der Innenhof um mehr als zwei Meter erhöht, als vermutlich ein massiver Bau aus Stein errichtet wurde.

### Schlossanlage

#### Errichtung und Umgestaltung im 16. und 18. Jahrhundert

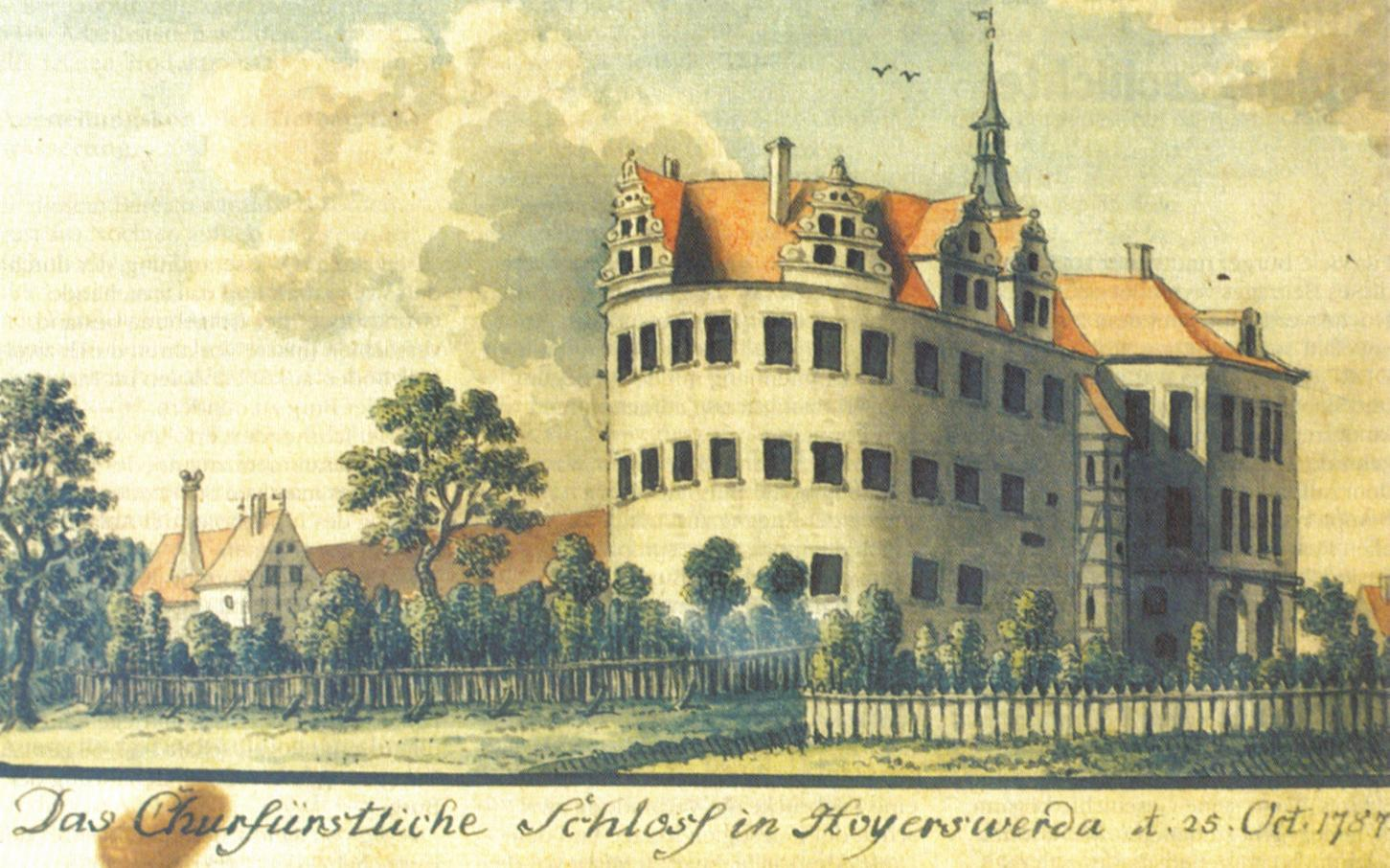
Das Schloss im Jahr 1787

Das 1592 unter Seyfried von Promnitz auf elliptischem Grundriss erbaute Schloss verfügt über drei Geschosse im schlichten Stil der Renaissance. Der linke Flügel dieses Baus hat sich äußerlich bis heute nur geringfügig verändert. Unter Ursula Katharina von Teschen wurde bis 1727 vor allem der rechte Flügel umgestaltet und den Bedürfnissen der Fürstin angepasst. Nach Plänen, die August der Starke höchstpersönlich angefertigt hatte, wurden Bauteile abgetragen und durch An- und Neubauten im Stil des Barock ersetzt. Es entstand das noch heute erhaltene Barockportal, zu dem eine steinerne Brücke führt. An der Schlossauffahrt errichtete man zwei inzwischen abgebrochene Pavillons mit sogenannten holländischen Dächern, bei denen es sich um Walmdächer handelte. Zudem wurde der linke Schlossflügel mit acht Vordergiebeln und einem Türmchen versehen. Im Erdgeschoss des linken Flügels wurde schließlich auch der große Festsaal mit Kreuzgewölbe eingerichtet. Nach Süden hin wurde das Schloss offener gestaltet, um den Zugang zum neu angelegten Schlossgarten mit Wirtschaftsgebäuden, Stallungen und einer Orangerie über eine zweite Steinbrücke zu ermöglichen. Aus dieser Zeit stammt auch die schlichte, Plastizität vortäuschende Fassadenbemalung.
Wegen Baufälligkeit mussten 1823 die Giebel und das Türmchen sowie ein hinterer Teil des Schlosses abgetragen werden. Ein einziger Volutengiebel im Innenhof ist bis heute erhalten. Als 1840 im großen Festsaal das Stadtgefängnis eingerichtet wurde, war das Kreuzgewölbe durch die Zwischendecken der preußischen Gefängniszellen fortan nicht mehr sichtbar.

#### Umbau und erste Sanierung im 20. Jahrhundert

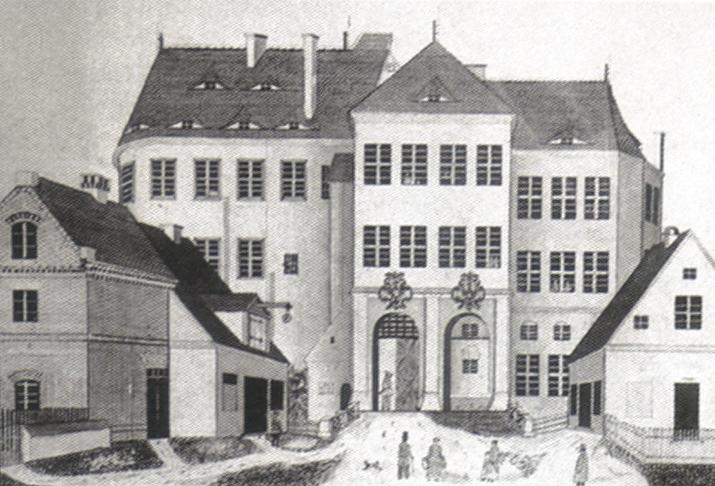
Schlossansicht um die Jahrhundertwende

Anfang des 20. Jahrhunderts erfolgte der letzte große Umbau. Von 1907 bis 1915 wurde vor allem das Innere des Schlosses von örtlichen Handwerkern unter der Leitung von Regierungsbaumeister Suhr umgestaltet. Alte Holzbalkendecken wurden durch Stahlträger mit Brandschutzdecken ersetzt. Aus großen Räumen entstanden zahlreiche kleine Beamtenzimmer, die erstmals mit einer Schwerkraftheizung, elektrischem Licht und fließendem Wasser ausgestattet wurden. Im Zuge dessen gingen neben der ursprünglichen Zimmeraufteilung auch historisch wertvolle Kamine verloren. Unter dem Museumsleiter Günter Peters begannen Anfang der 1950er Jahre erste Sanierungsarbeiten. Bis 1955 wurden die Gefängniszellen im großen Festsaal zum Teil herausgerissen und so das Kreuzgewölbe wieder freigelegt. Fortan verfügte der Saal über vier große Fenster, die vorher so nicht existiert hatten.
Über die Jahre wurde eine komplette Sanierung immer notwendiger. In der DDR fehlte es jedoch an Geldern und hochwertigem Baumaterial, weshalb eine umfassende Erneuerung der Bausubstanz seinerzeit nicht realisiert werden konnte. Ende der 1980er Jahre mussten erste Sicherungsmaßnahmen vorgenommen werden, als die Brücke über den Wallgraben zum Eingangsportal mit Rissen im Gewölbe einzustürzen drohte und die Decken im zweiten Obergeschoss ebenfalls grobe Risse aufwiesen. An der Technischen Universität Dresden entstanden daraufhin Pläne für eine Sanierung und die zukünftige museale Nutzung.

#### Umfassende Sanierung ab 1990

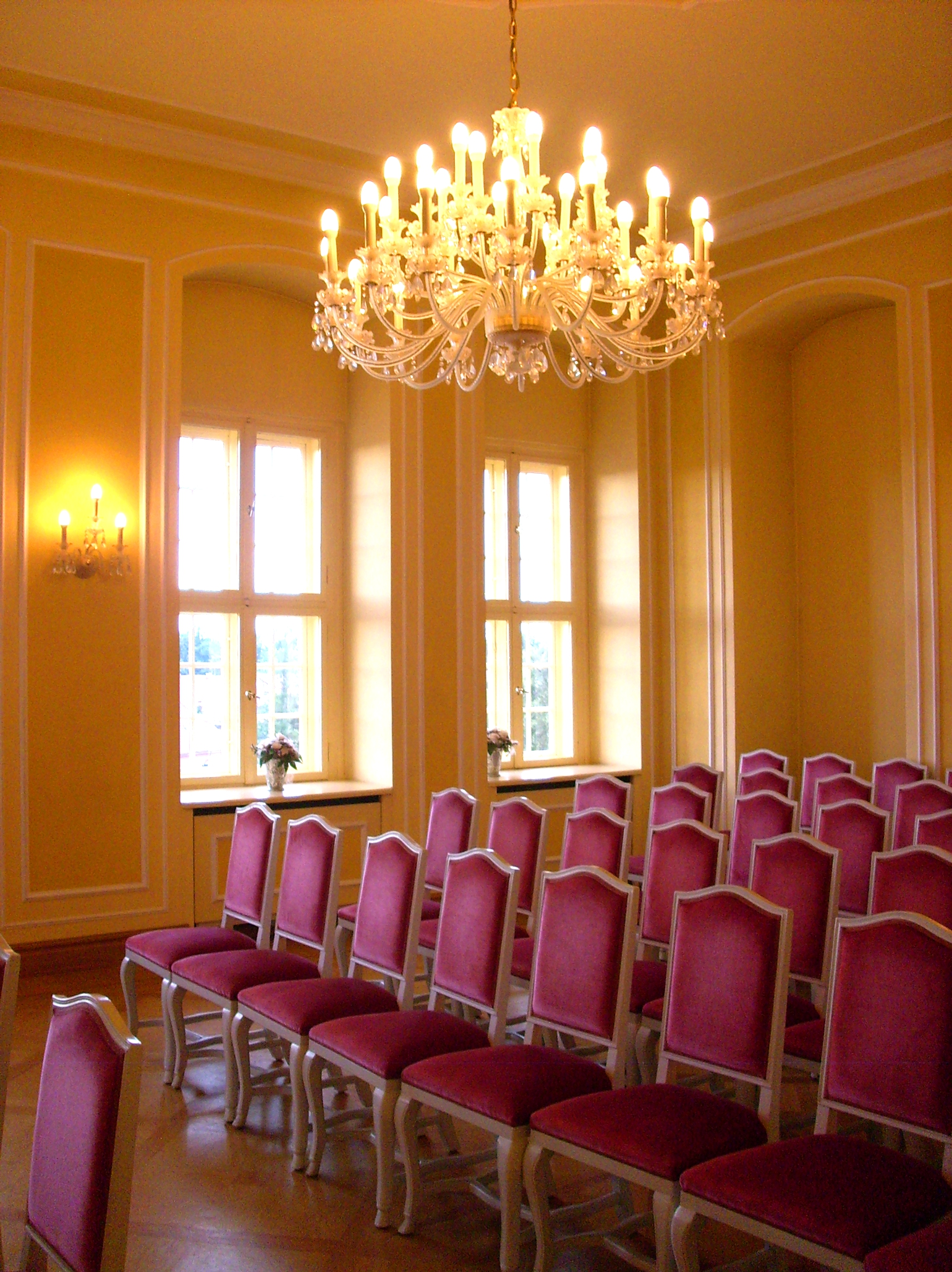
Das Kaminzimmer

Auf Beschluss der neuen Stadtverwaltung und mit finanzieller Unterstützung der Stadt und des Instituts für Denkmalpflege in Dresden begannen 1990 die nötigen Restaurierungsarbeiten. Dabei wurde zunächst das Dach mit Ziegeln aus Frankreich neu gedeckt, die Fledermausgauben originalgetreu restauriert, die Fassade neu verputzt sowie der Keller mit seinen mittelalterlichen Mauerresten trockengelegt. Anschließend wurde die ursprüngliche Zimmeraufteilung wiederhergestellt und in allen Geschossen den Sicherheitsvorschriften gemäß ein Brandschutz eingerichtet. Für die Räumlichkeiten, in die später das Stadtarchiv einzog, mussten Sondermaßnahmen erwogen werden. Für den Brandschutz durfte keine Verbindung zum Eingangsbereich bestehen, weshalb man alle Fenster zum Hauptdurchgang versiegelte und durch Blendfenster ersetzte. Im Jahr 1992 konnte das Kaminzimmer mit einem Intarsienparkett fertiggestellt werden. Wie in anderen Räumen wurden dabei Stuckelemente im Stil der Erbauungszeit rekonstruiert. Darauf folgte ein zweieinhalbjähriger Baustopp, als von politischer Seite die zukünftige Wirtschaftlichkeit in Frage gestellt und ein neues Nutzungskonzept verlangt wurde.
Im Jahr 1998 konnten schließlich die ursprünglich geplanten Baumaßnahmen abgeschlossen werden. Ebenfalls wieder nutzbar gemacht wurden die Galerie sowie der kleine Festsaal im eingeschossigen hinteren Teil des Schlosses, der ursprünglich wie die anderen Teile des Hauses mehrgeschossig angelegt worden war. Die Fenster des großen Saals wurden anhand der äußeren Sandsteinbänke in ihre originale Größe gebracht. Unter dem neuen Tafelparkett wurde eine Fußbodenheizung installiert, sodass stilistisch unpassende Heizkörper an den Wänden nicht mehr nötig waren. Zum Abschluss des Treppenhauses wurde aus Sicherheitsgründen ein Rollgitter eingebaut. Die sanitären Anlagen, die sich linksseitig des Haupteingangs in einem Anbau befinden, wurden generalüberholt. Bereits im 17. Jahrhundert gab es zum gleichen Zweck an dieser Stelle einen Fachwerkanbau. Im Innenhof wurden die Außentreppen und Sandsteinportale rekonstruiert sowie ein Granitkleinpflaster mit größeren Granitplatten im Bereich des Gehwegs verlegt. Von 2000 bis 2002 wurde im Innenhof eine behindertengerechte Aufzugsanlage errichtet, die auch für den Lastentransport nutzbar ist. Mit einer modernen Konstruktion aus Stahl und Glas steht die Anlage mit Baukosten von 340.000 Euro bewusst im Kontrast zur alten Bausubstanz des Schlosses.

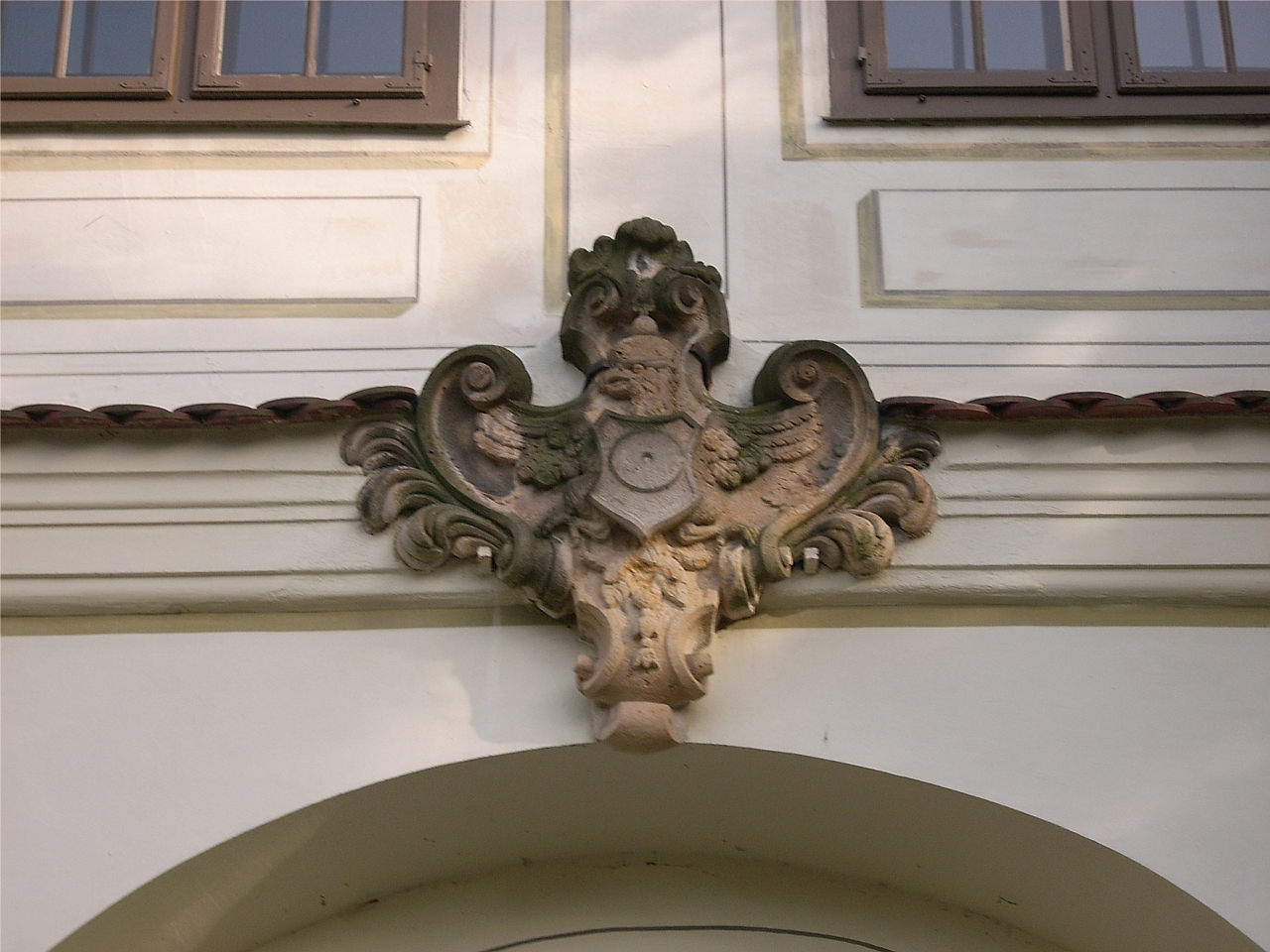
Das Wappen der Ursula Katharina von Teschen über dem Portal
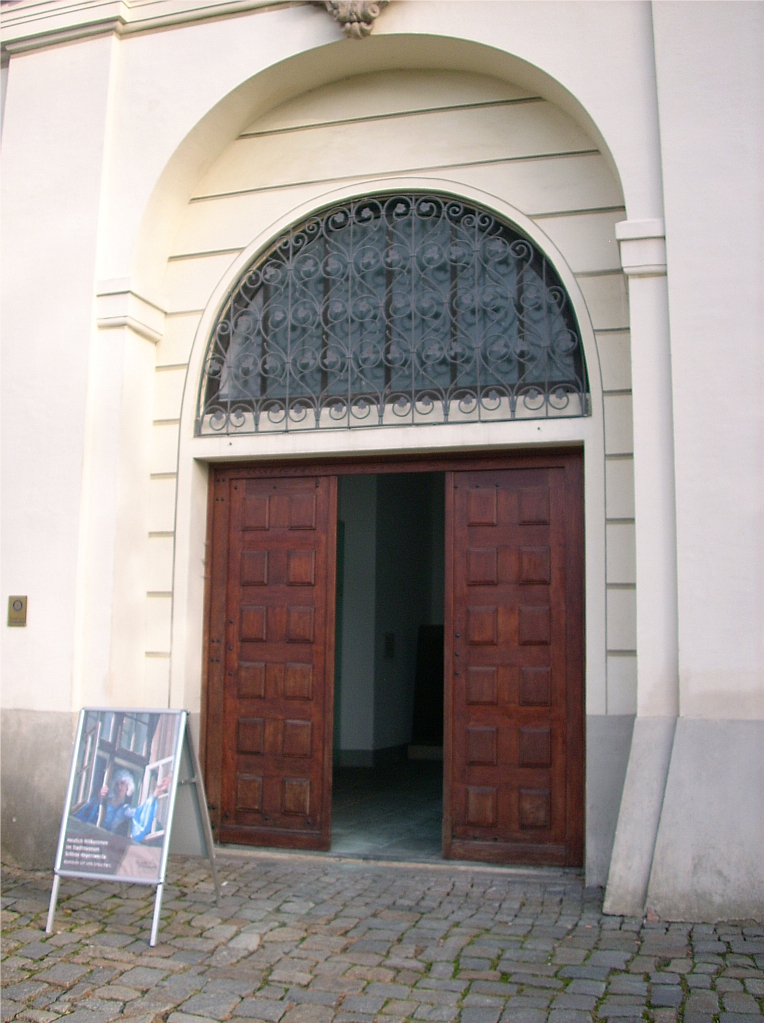
Das barocke Eingangsportal
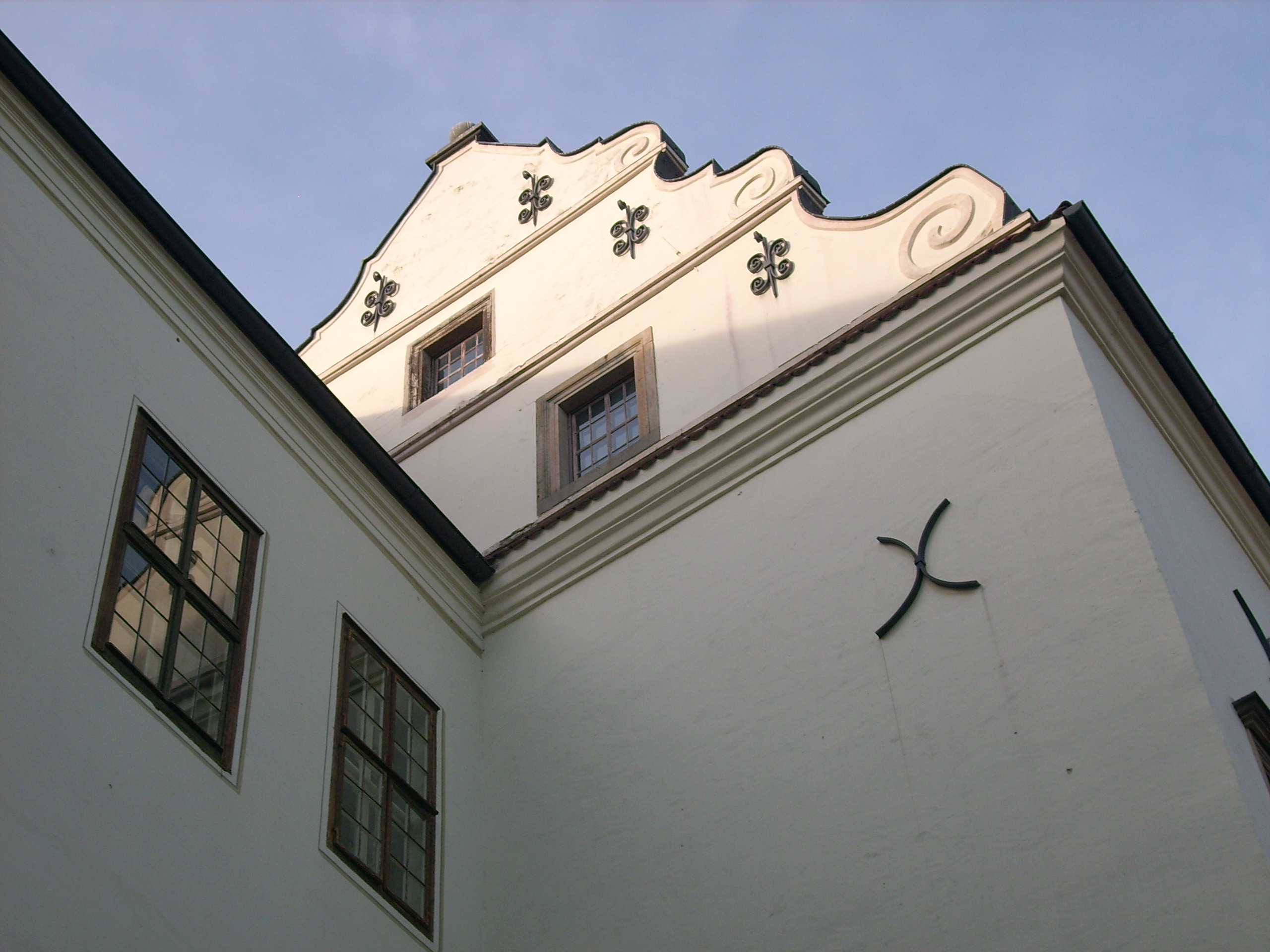
Der einzig erhaltene Giebel
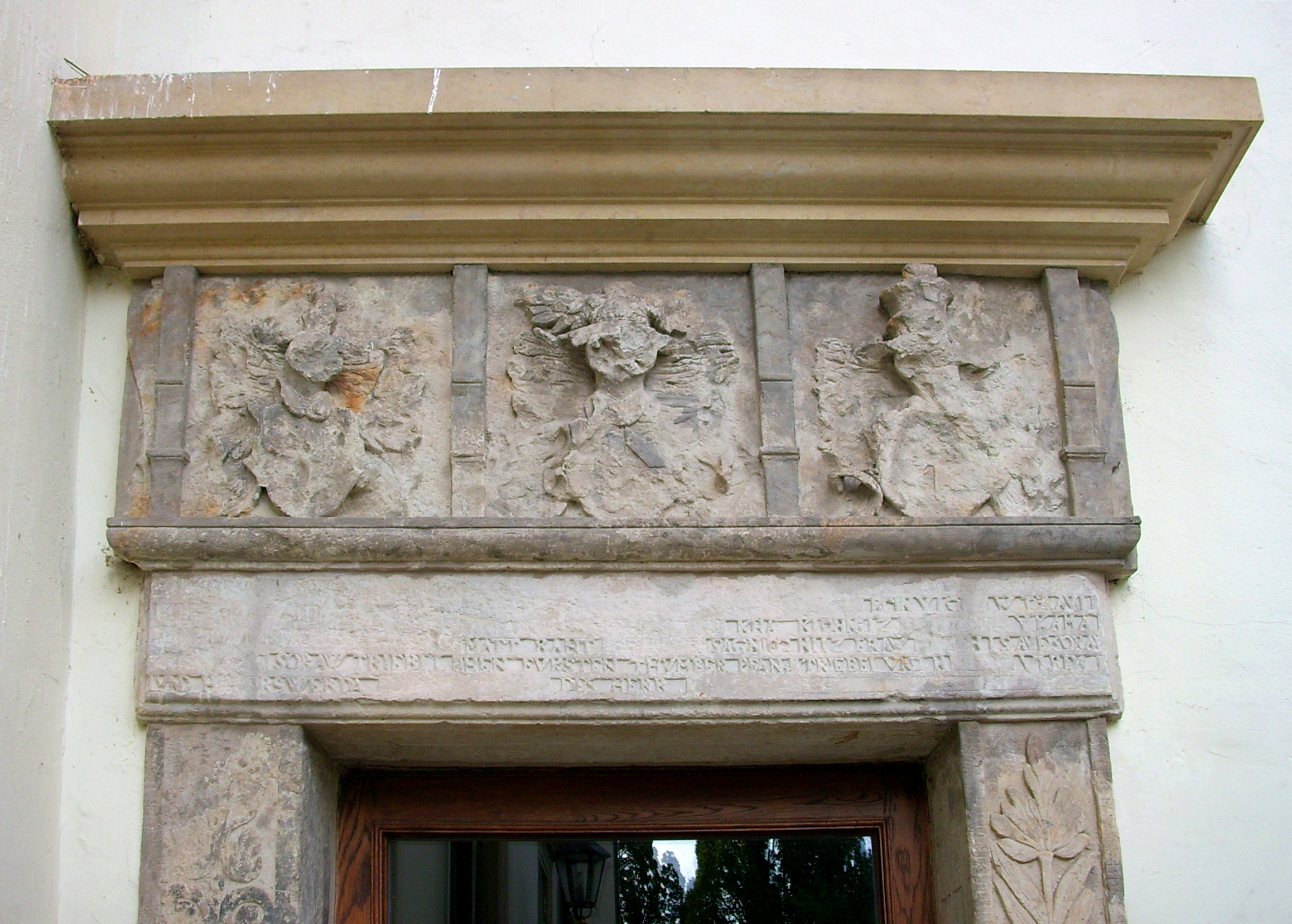
Die Wappen Seyfrieds von Promnitz und seiner beiden Frauen
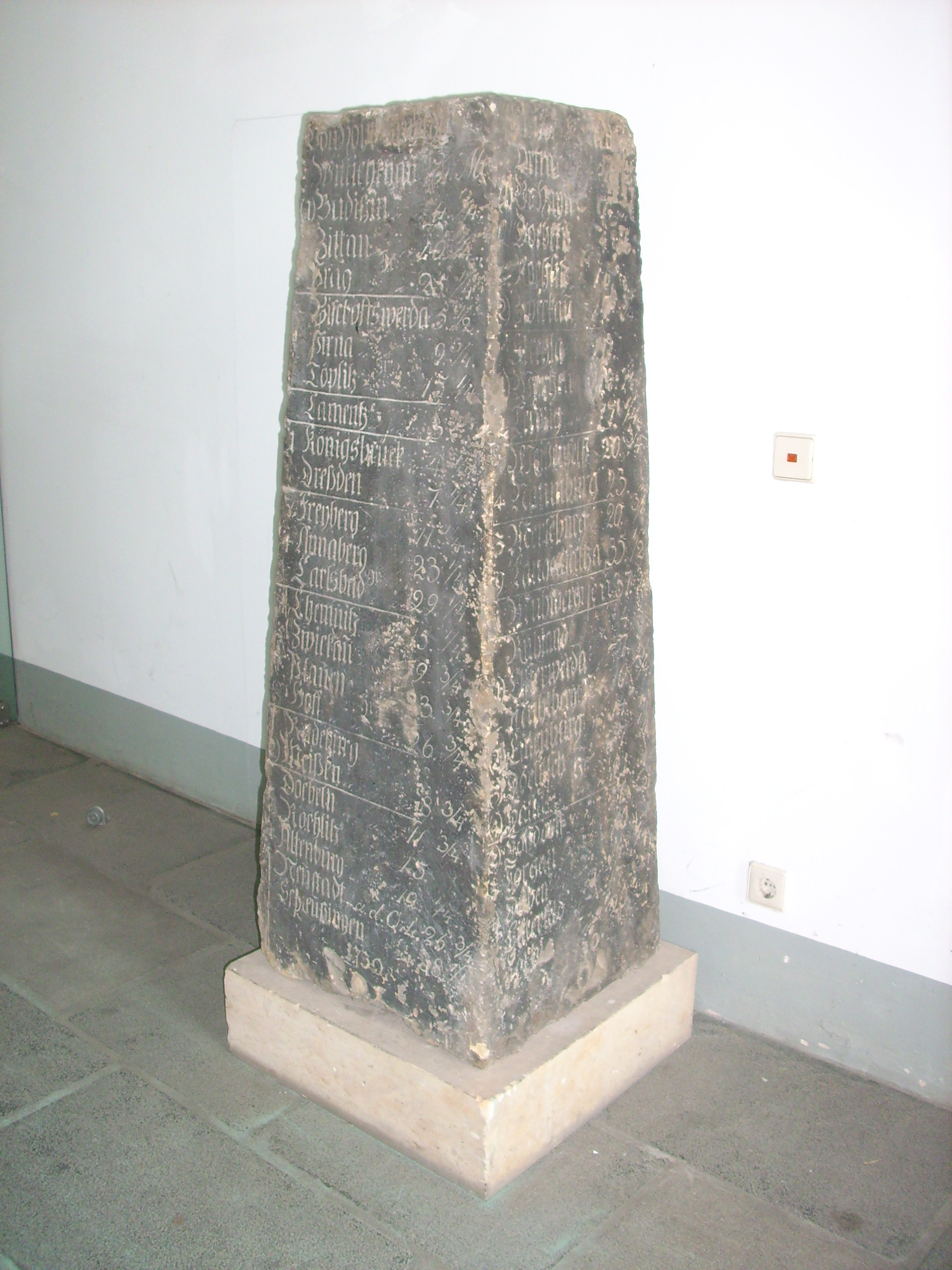
Ein Postmeilenstein von 1730 im Eingangsbereich
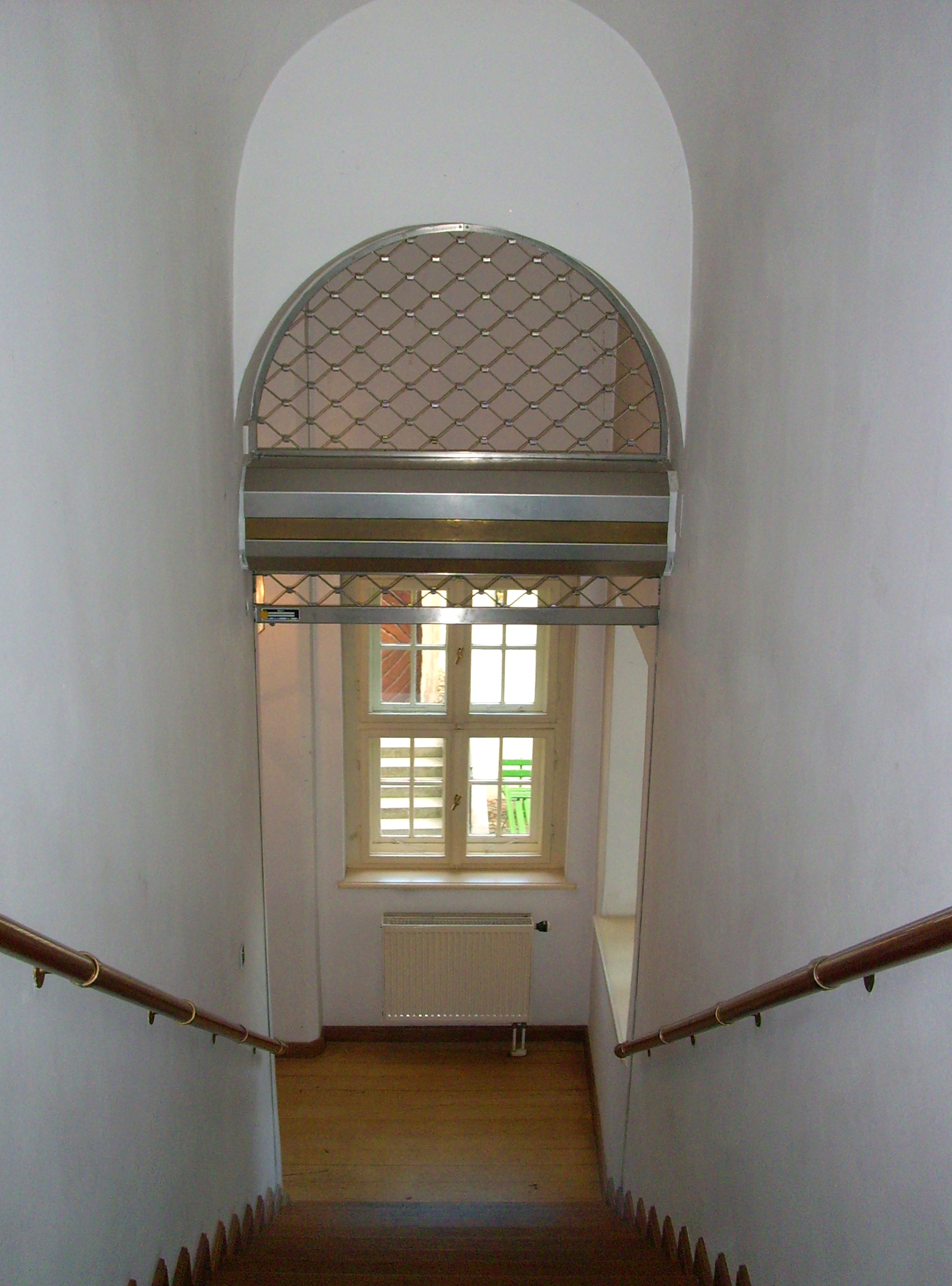
Treppenhaus mit Rollgitter
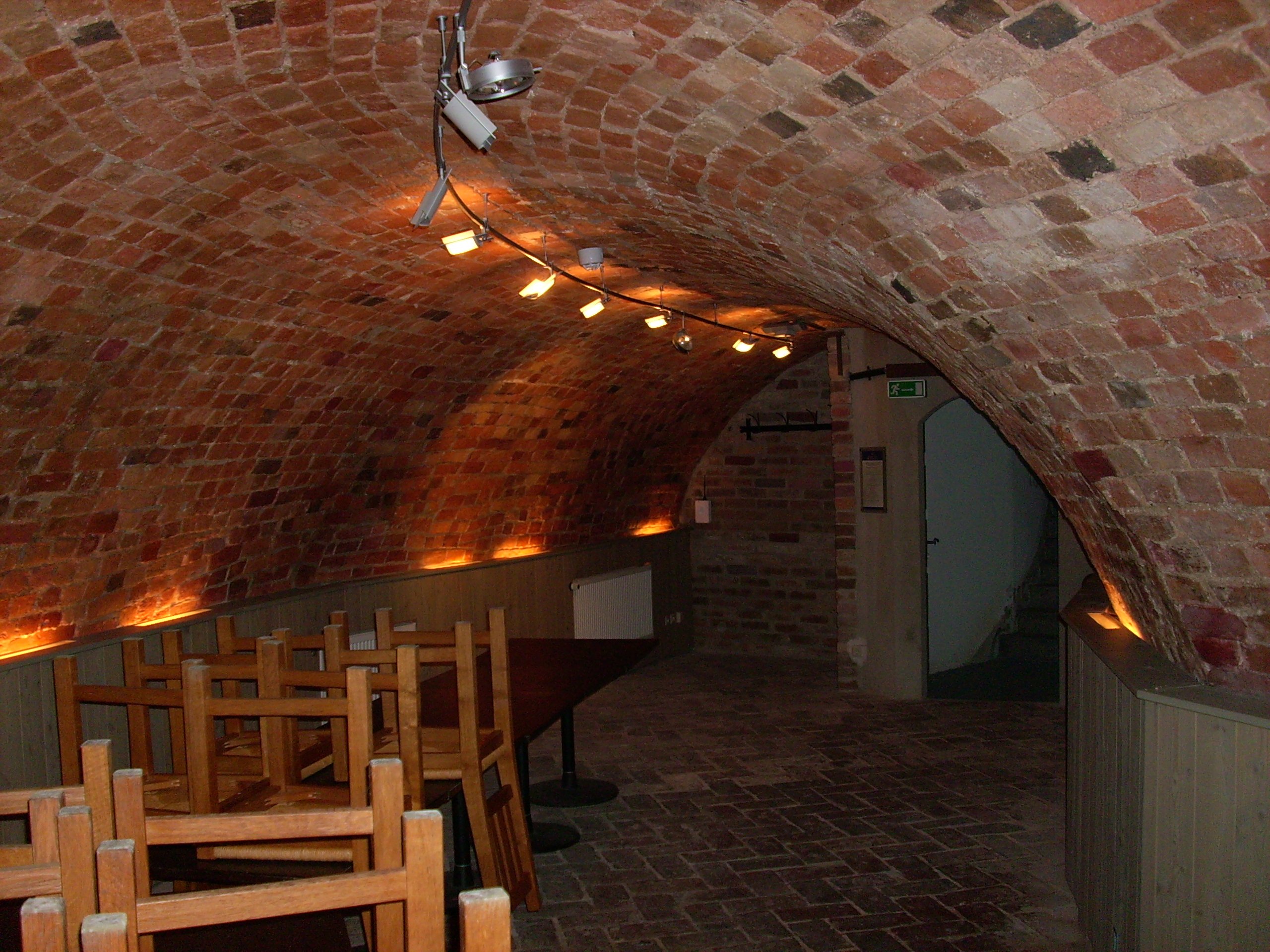
Der „Krabat-Keller“
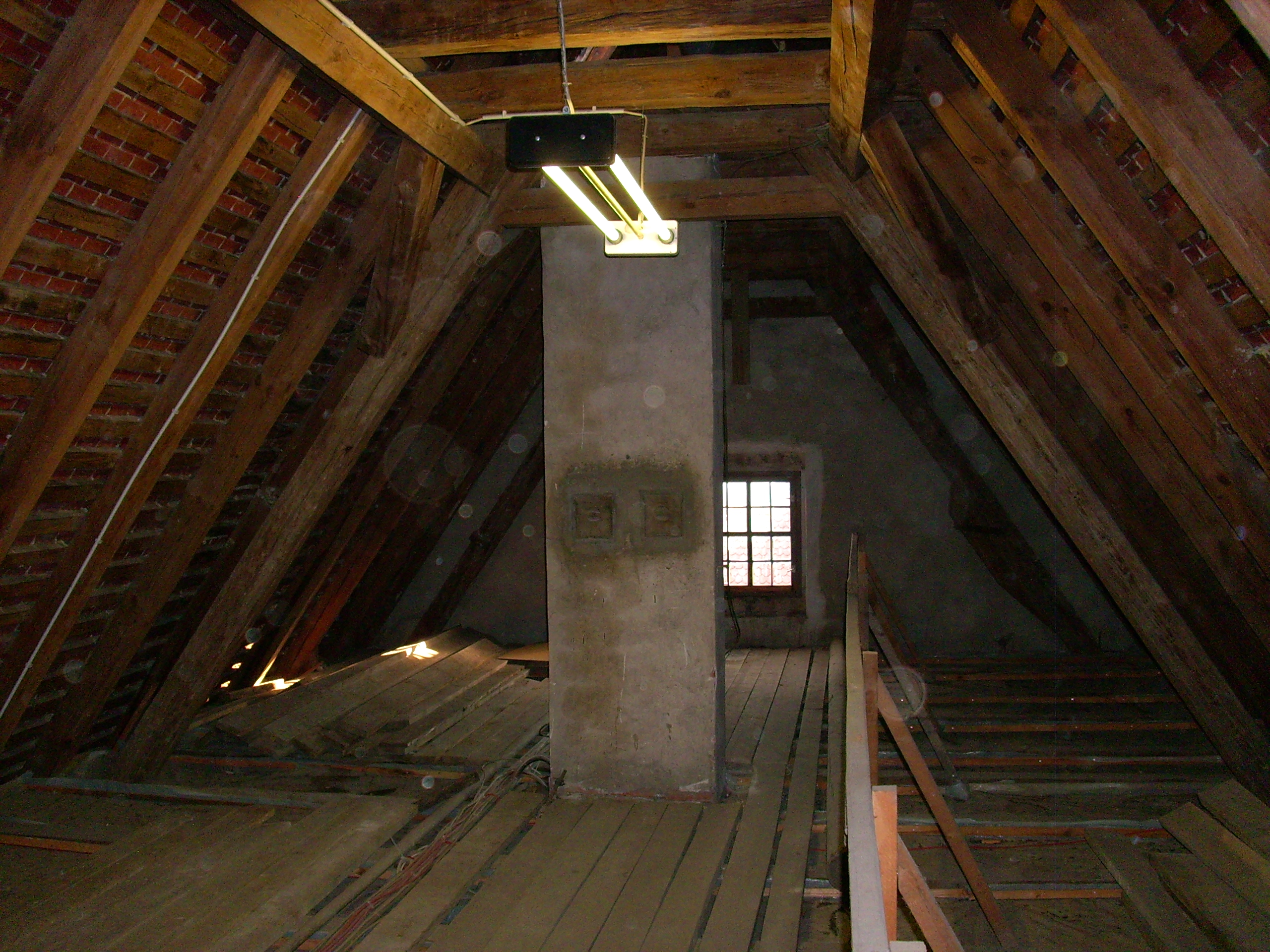
Dachboden des Schlosses
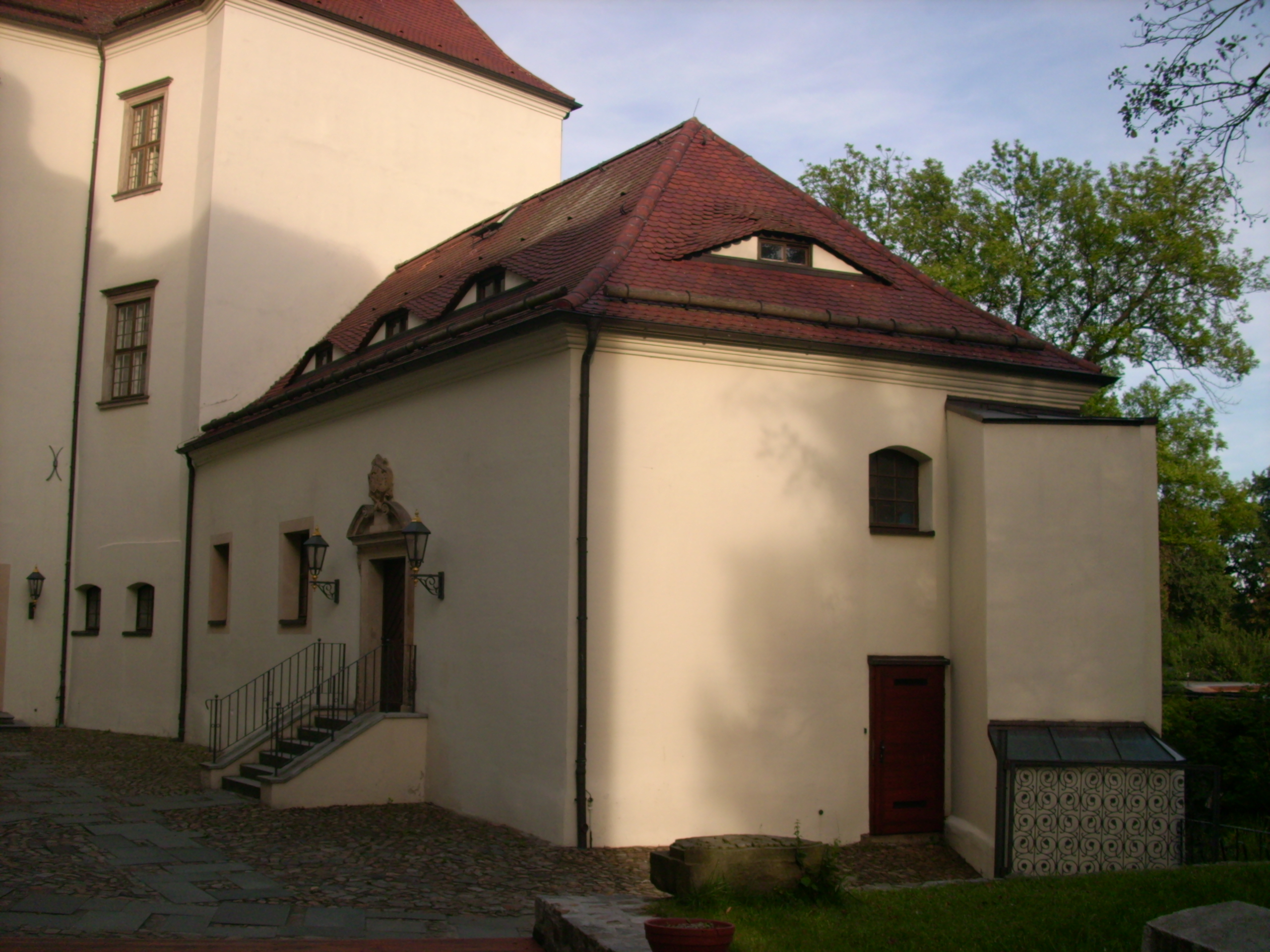
Der kleine Festsaal
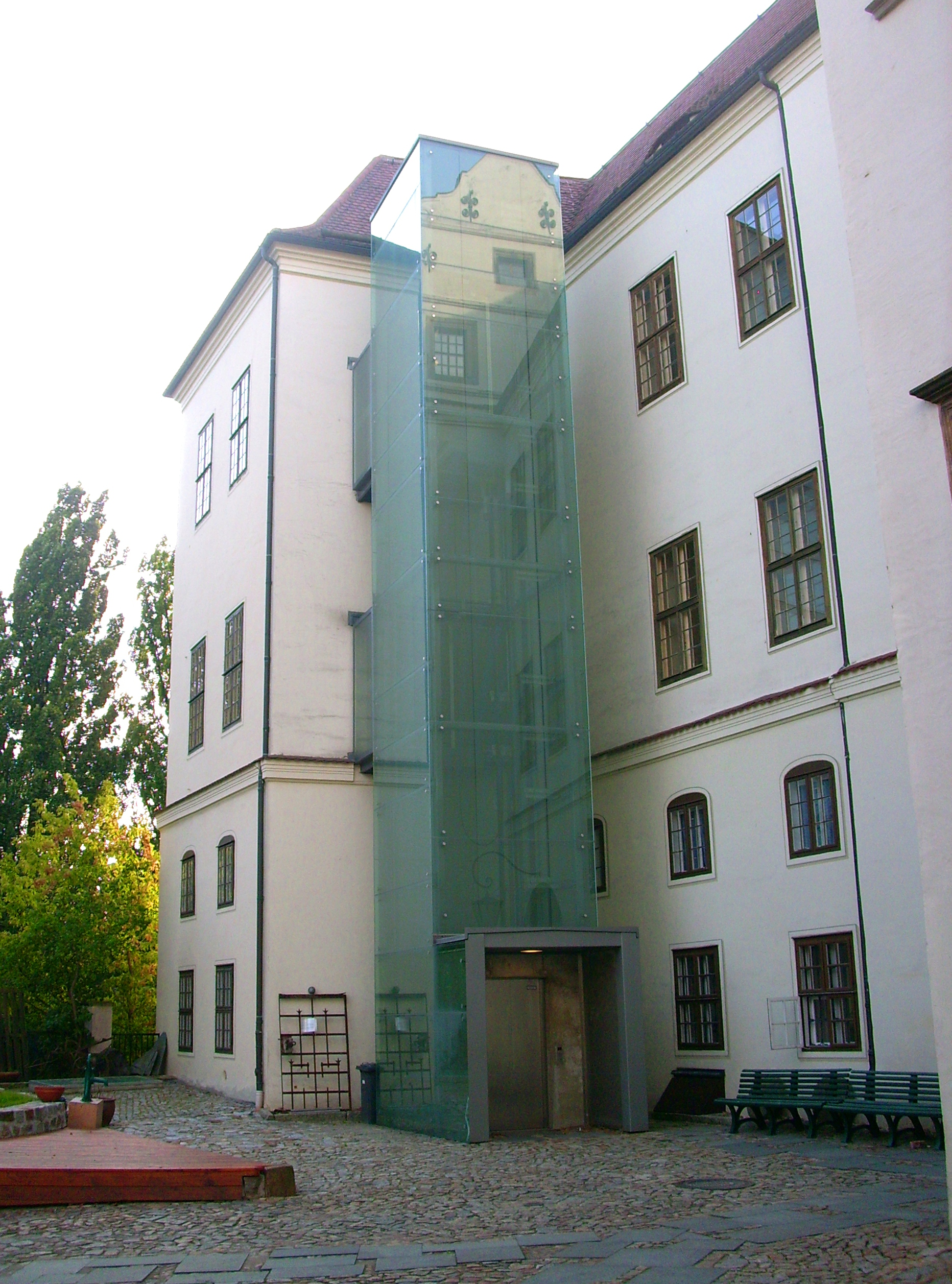
Die Aufzugsanlage im Innenhof